# Rajkoviće
Rajkoviće (szerbül: Рајковиће), település Szerbiában, a Raškai körzet Novi Pazar községében.

## Népesség
- 1948-ban 182 lakosa volt.
- 1953-ban 194 lakosa volt.
- 1961-ben 173 lakosa volt.
- 1971-ben 104 lakosa volt.
- 1981-ben 68 lakosa volt.
- 1991-ben 38 lakosa volt.
- 2002-ben 29 lakosa volt, akik közül 28 szerb (96,55%) és 1 ismeretlen.